# Eke kyrka
Eke kyrka i Eke socken tillhör Havdhems församling på Gotland.

## Kyrkobyggnaden
Under 1200-talets första hälft uppfördes koret och långhuset i romansk stil. Senare omkring år 1300 tillkom kyrktornet. Till största delen är kyrkan byggd av sandsten. Vid en restaurering 1916 bröts trägolvet upp. Dessa visade sig höra till en tidigare stavkyrka, som genom dendrokronologisk datering har kunnat dateras till efter cirka 1085. Vid samma tidpunkt togs de medeltida kalkmålningar fram och konserverades.
Kyrkan restaurerades genomgripande både ut- och invändigt 1969-1971 efter förslag av Restaureringsteknik AB.

## Interiör och inventarier
- Dopfunten är synnerligen välbevarad och tillverkades under slutet av 1100-talet av stenmästare Sighraf. På funten finns figurreliefer med sex olika scener: 1. Bebådelsen, 2. Maria och Elisabet, 3. Jesu födelse, 4. Konungarnas tillbedjan, 5. Konungarna får en uppenbarelse i drömmen samt 6. Konungarna till häst.
- En välbevarad madonnabild härstammar från omkring 1500.
- Nuvarande predikstol med ljudtak tillkom 1731 och målades 1754.
- Den blomstermålade bänkinredningen är från första halvan av 1700-talet.

### Orgel
- 1856 byggde Carl Johan Petersson, Visby, en orgel med 5 stämmor.
- 1916 flyttades en orgel hit från Evangeliska Brödraförsamlingens kyrka i Göteborg. Den hade 5 stämmor.
- 1962 bygger Andreas Thulesius, Klintehamn, en mekanisk orgel.

| Manual       | Pedal      |
| Gedackt 8’   | Subbas 16’ |
| Principal 4’ |            |

## Bilder

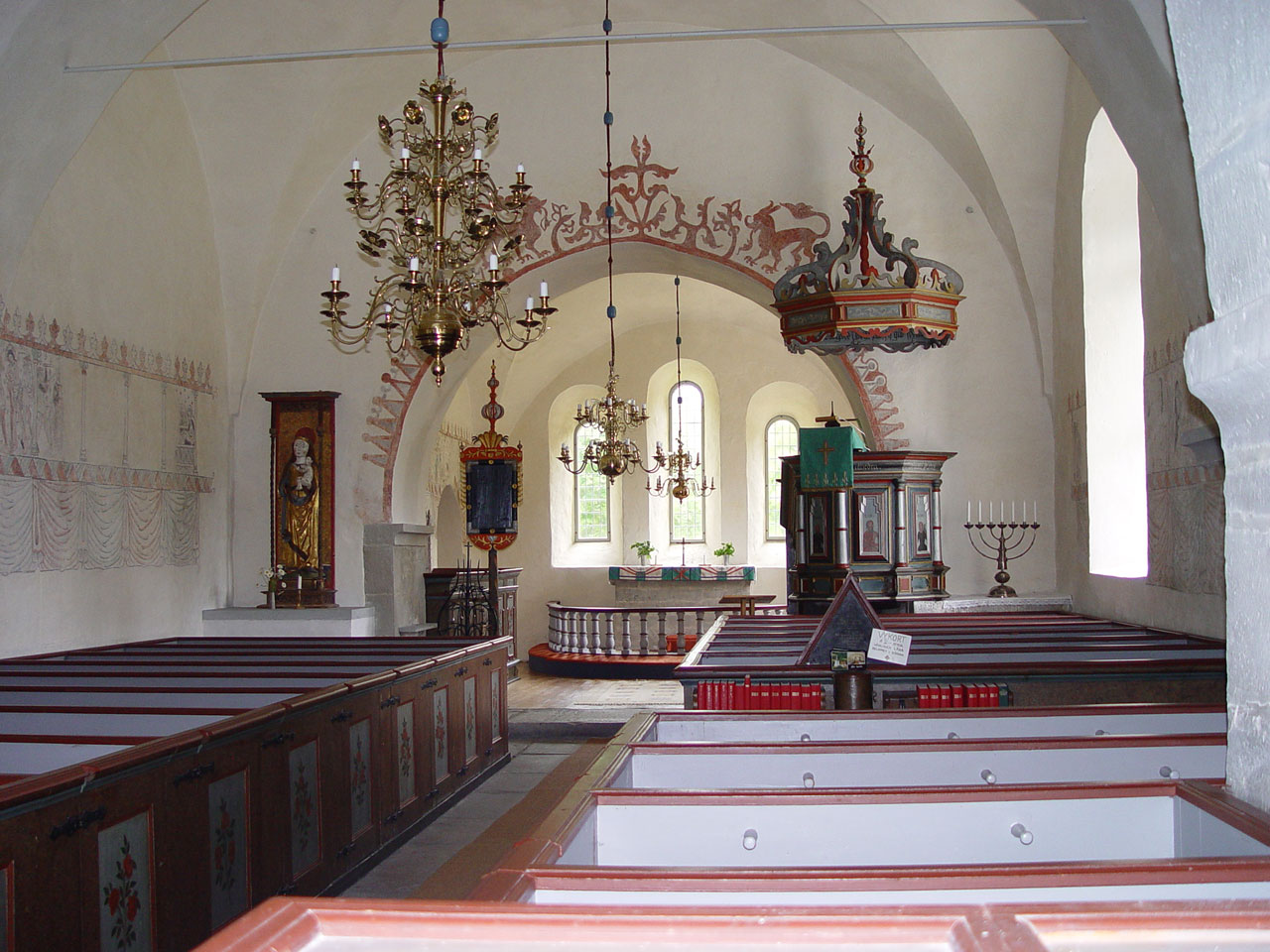
Interiör
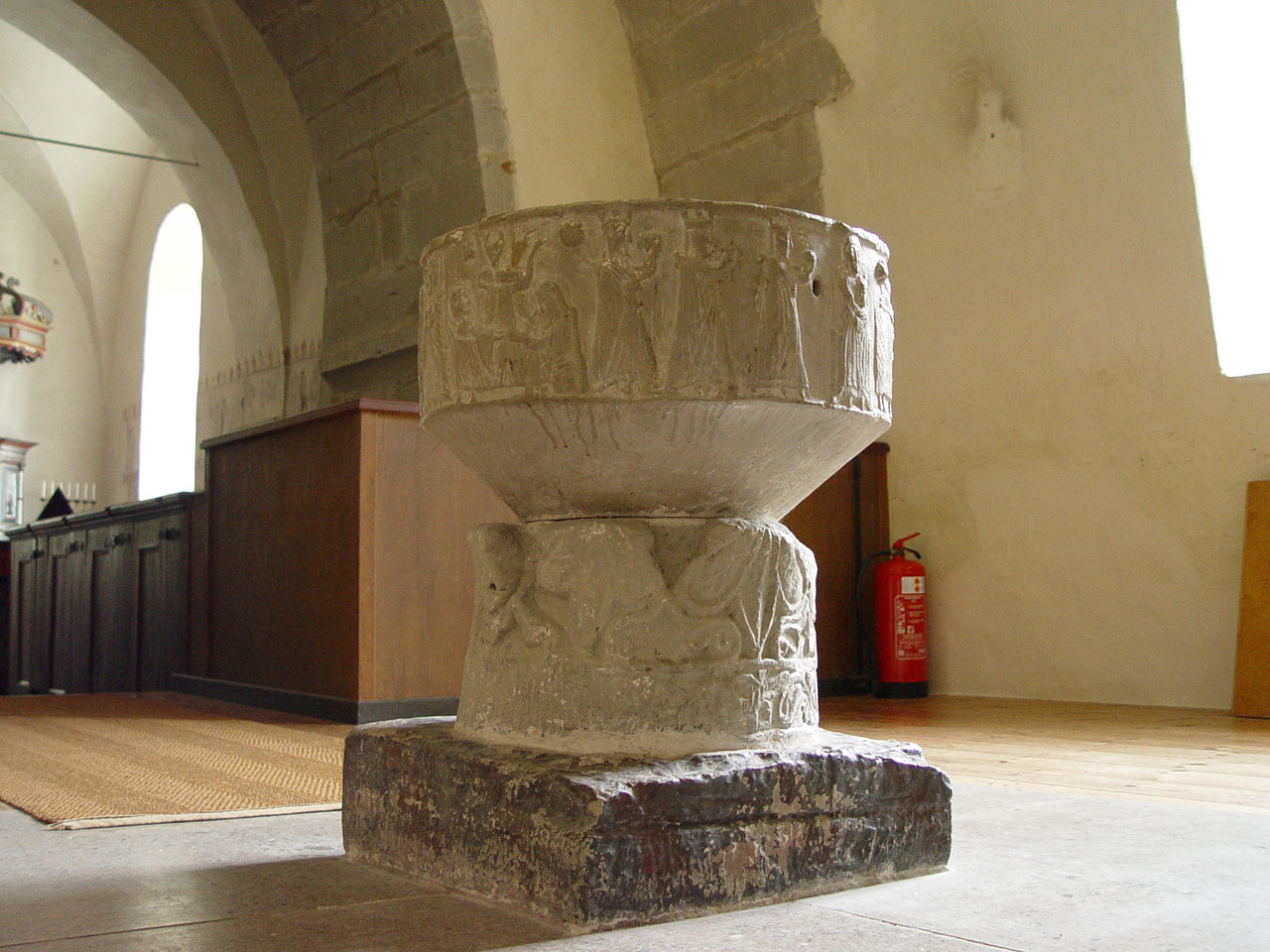
Dopfunt från 1100-talet
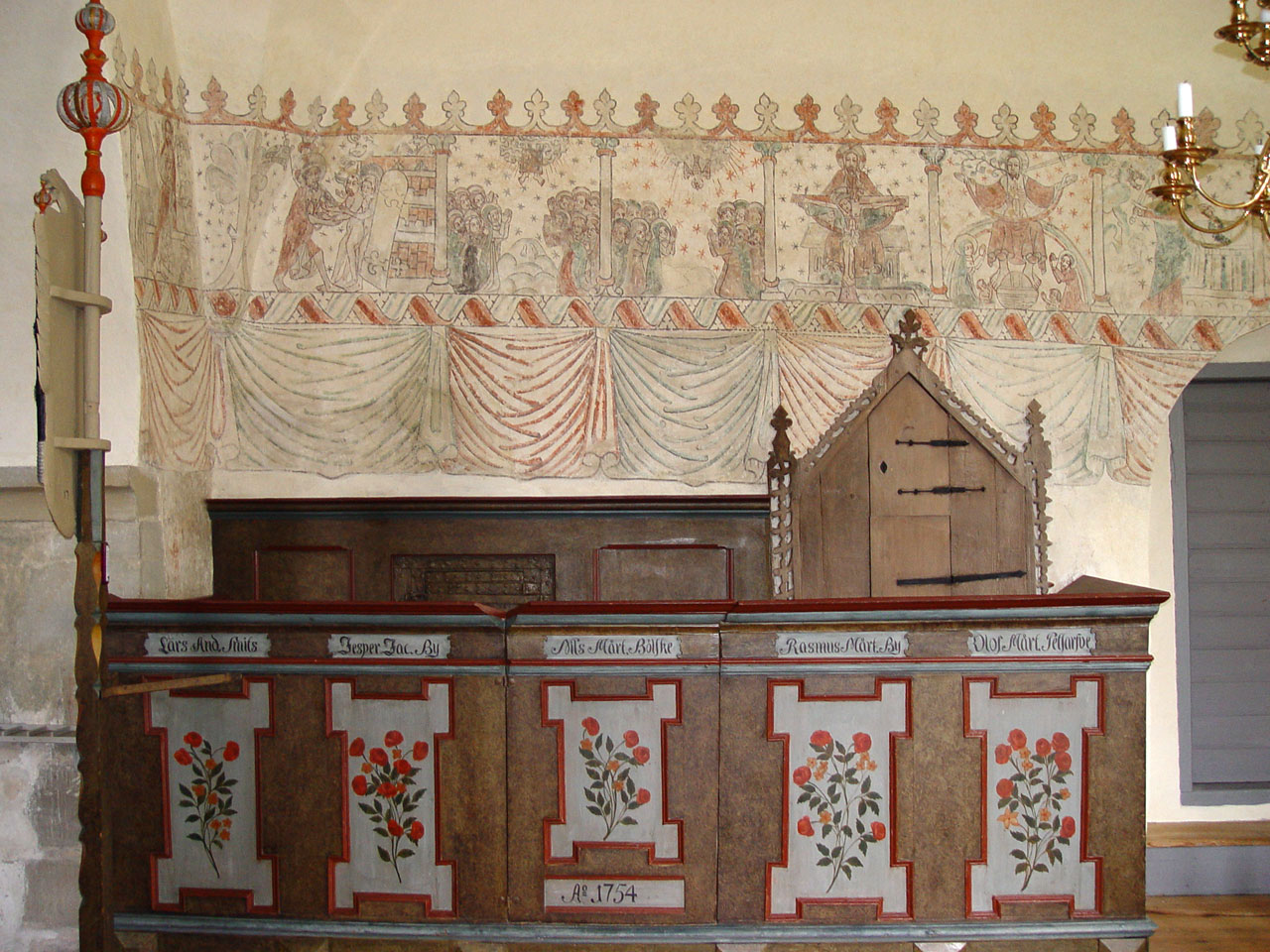
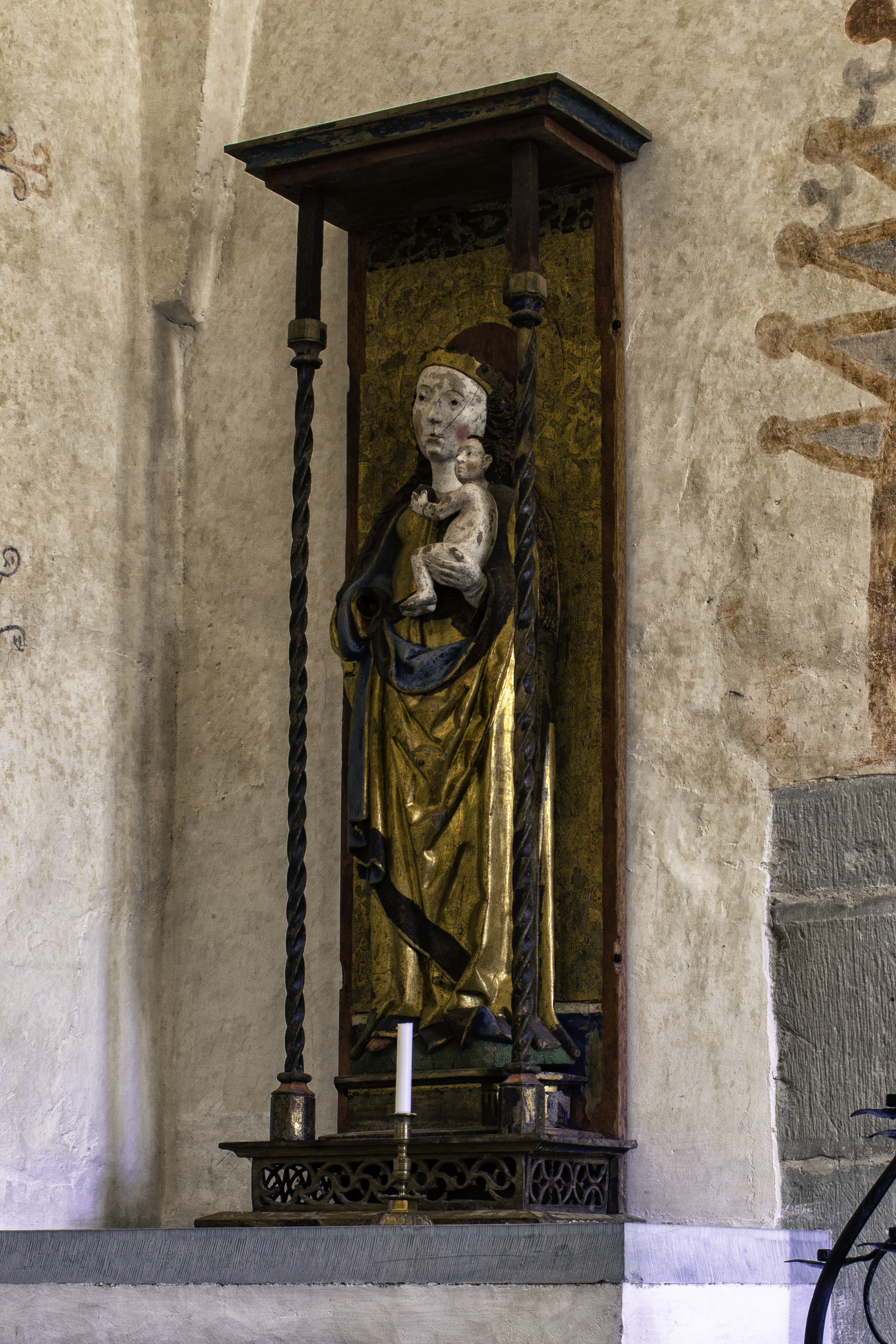
Madonnabild 1500-talet